# 藺牟田池
藺牟田池（いむたいけ）は、鹿児島県薩摩川内市祁答院町藺牟田にある直径約1キロメートルの火山湖である。
1921年3月3日に「藺牟田池の泥炭形成植物群落」の名称で国の天然記念物に指定され、2005年11月8日付でラムサール条約指定湿地に登録された。

## 地理
周囲を舟見岳（標高498.8m）、山王岳（491m）、片城山（508.8m）、遠見ヶ城（477m）、飯盛山（432m、藺牟田富士とも呼ばれる）などの山々に囲まれており、流入する大きな川はない。池水は池の東端から流出し後川内川、樋脇川を経て川内川に至る。湖沼形成サイクルの晩期に相当し、堆積物によって埋まりつつある。

## 自然環境
池の色はウーレ水色標準14番を呈し茶褐色に濁っている。水質はpH6.8の酸性を示し、有機物を多く含んでいる。
水面の北西側約3分の1は湿原になっており、泥炭の堆積物で形成された浮島が点在する。泥炭の浮島を形成する湿原は寒冷地に多く見られるが温暖な地域に存在する例は少なく、石炭の生成過程を知る資料としても貴重であることから1921年（大正10年）に「藺牟田池の泥炭形成植物群落」として日本国の天然記念物に指定された。周囲は鹿児島県内有数の桜の名所である。
温暖な地域であるにもかかわらず浮島が形成されているが、この浮島を形成にはネビキグサ、ヨシやフトイなどが主に関与している。これらの種が浮島や泥炭を形成しうることを示す点でも重要なものとされている。

## 生物

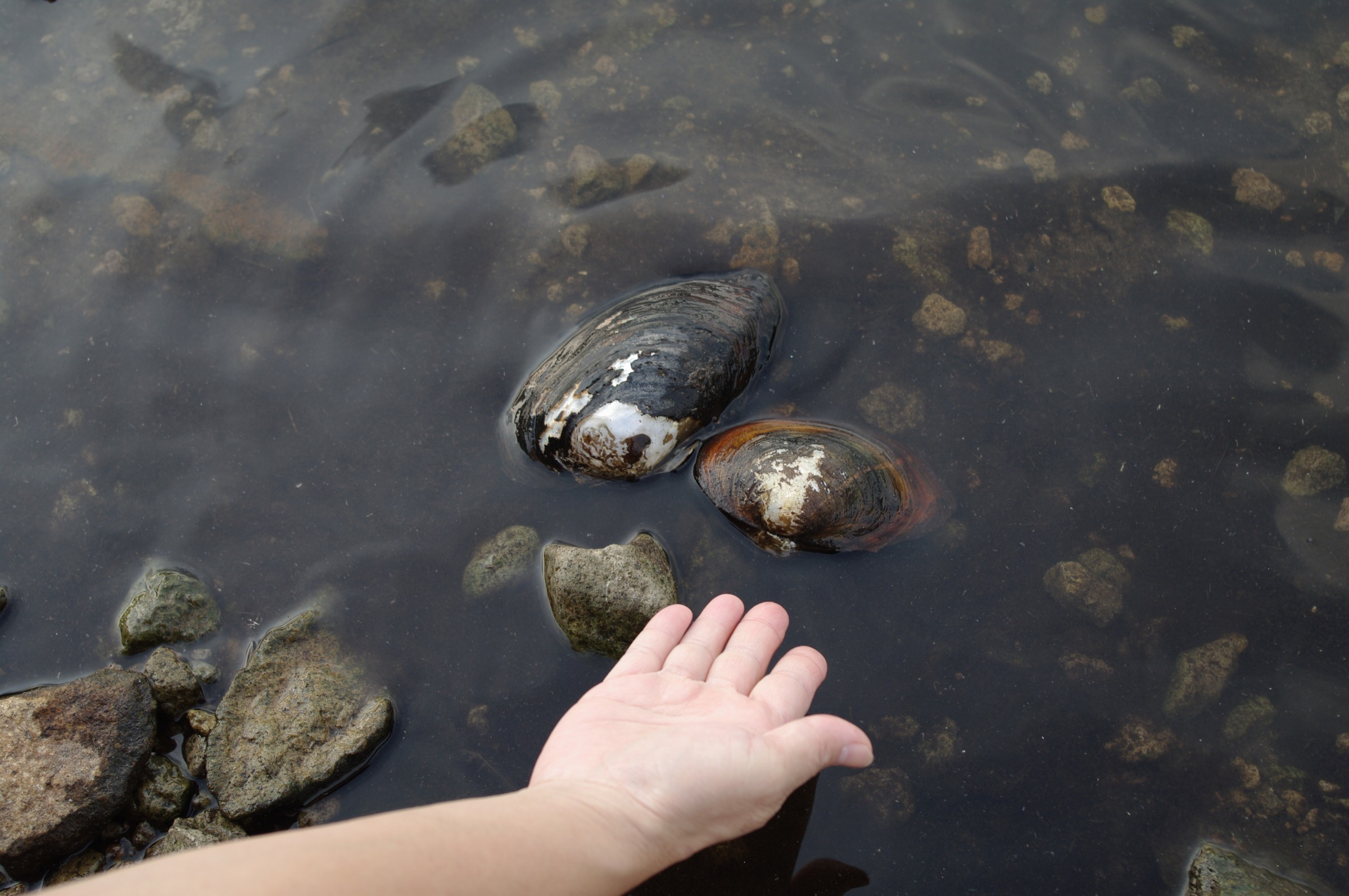
2009-08-30 藺牟田池のドブガイ

池畔にはヨシ、ツルヨシやマコモが茂り、水中にはジュンサイ（蓴菜）、ヒツジグサ、ヒシなどの水草が多くみられる。魚類としてオイカワ、キンブナ、メダカなどに加えてブラックバスも生息し、貝類はドブガイも生息する。カルガモの繁殖地でもある。
水草に加えて水鳥やベッコウトンボの生息地としても貴重であることから2005年（平成17年）、ラムサール条約湿地に登録された。

## 歴史
大正時代以前はイグサ（藺草）の産地として知られ、毎年秋になると村人総出でイグサを刈り取る「藺取り」と呼ばれる行事が行われていた。池畔の水田や畑はわずかしかないが、寛保年間から宝暦年間にかけて池の東端付近に長さ380mのトンネル水路が開削され15町歩の水田が開かれた。1953年（昭和28年）に鹿児島県の県立自然公園に指定され観光保養地としての開発が進められた。
藺牟田池には男竜女竜の伝説がある。池で仲良く暮らしていた男竜と女竜のうち、男竜が霧島山の大浪池の女神と暮らすようになり、そうとは知らずに残された女竜が男竜の無事を祈って毎晩用意した陰膳が数百年かけて積もったものが飯盛山であるとされる。また、事情を知った女竜が男竜を追って大浪池まで地下を掘り進もうとしたところ誤って途中の住吉池に出てしまい、このため藺牟田池でイグサを刈り取る時の水の濁りが数日後に住吉池に現れるという言い伝えも残されている。
舟見岳山王岳間の遊歩道に存在する巨岩、竜石（たついし）はこの女竜が姿を変えたものとされている。藺牟田池へ戻った男竜は、変わり果てた姿の女竜に幾度も謝り続け、それを知った村人たちが夫婦の龍を再会させるために行った祭りが、現在も残る竜神祭の始まりとされている。

## 形成過程
藺牟田火山の約50万-35万年前の火山活動で、東西約4キロメートル、南北約7キロメートルに広がる溶岩ドーム群が形成された。最後に東側を塞ぐような形で溶岩ドームの飯盛山が形成された。このようにしてできた窪地に水がたまって湖となったものが藺牟田池であるが、藺牟田池の成因が、山体の崩壊であるのか、陥没地形であるのかはっきりしていない。

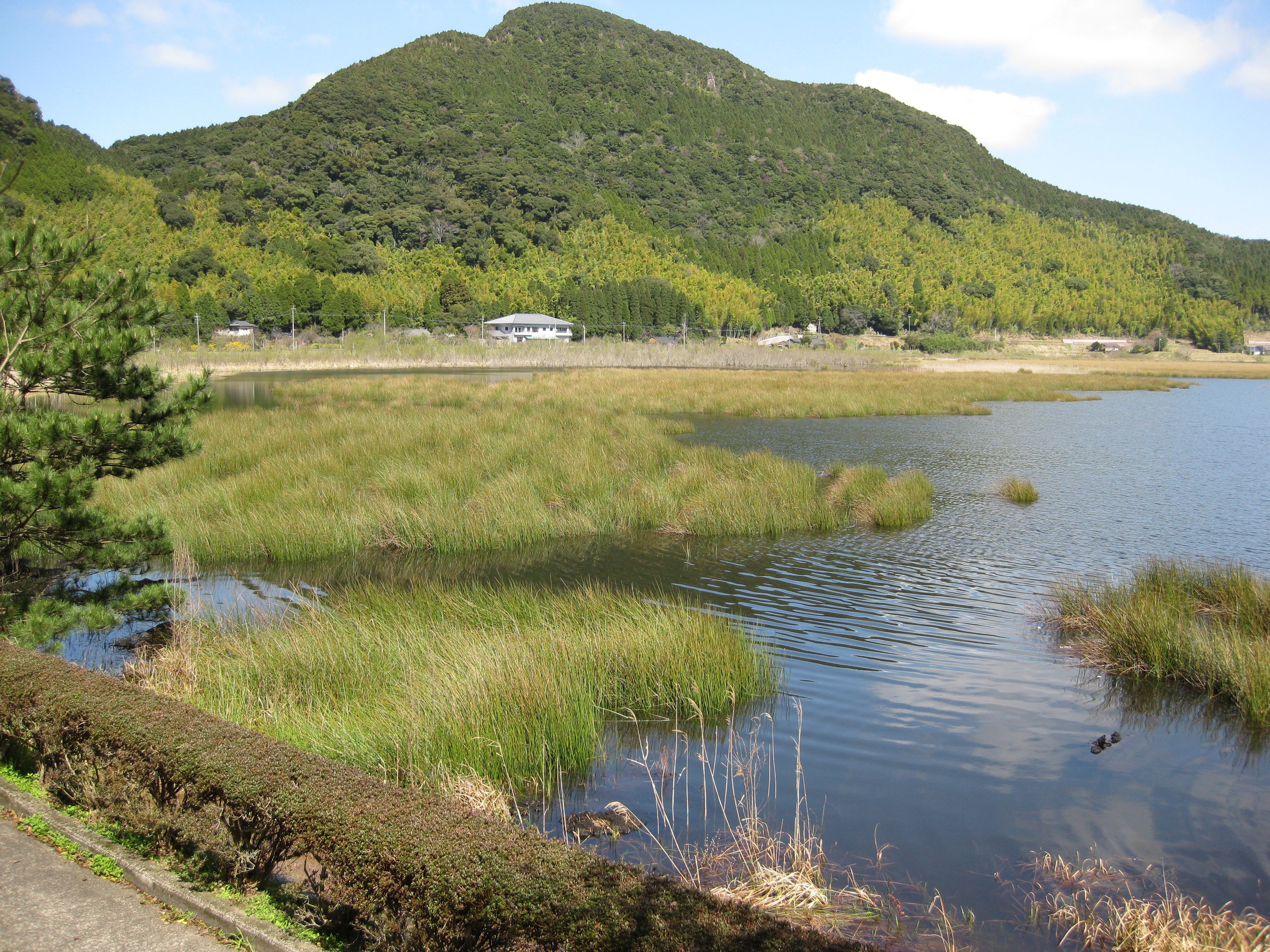
泥炭形成植物群落
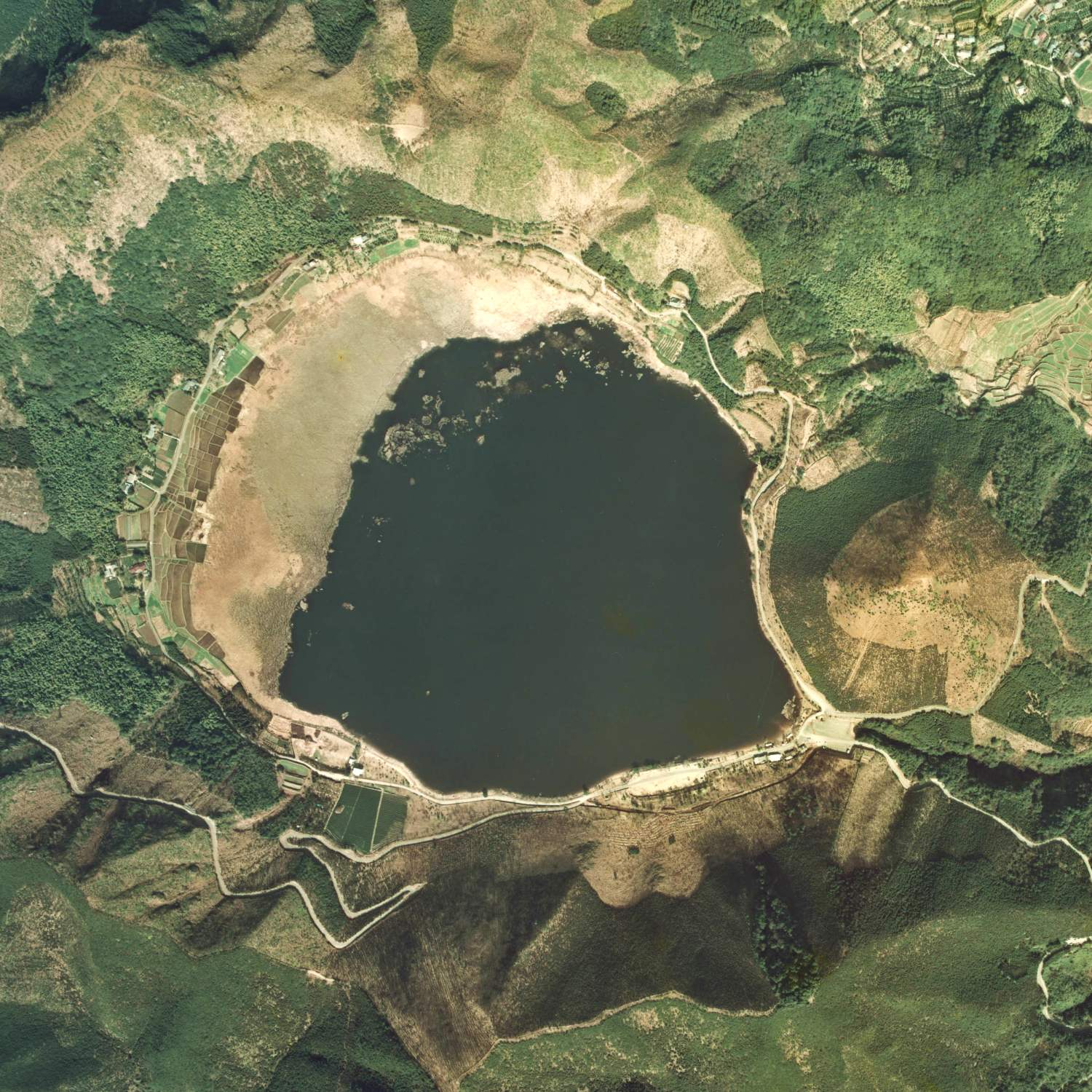
1974年の航空写真（国土交通省 国土地理院 地図・空中写真閲覧サービスの空中写真を基に作成）
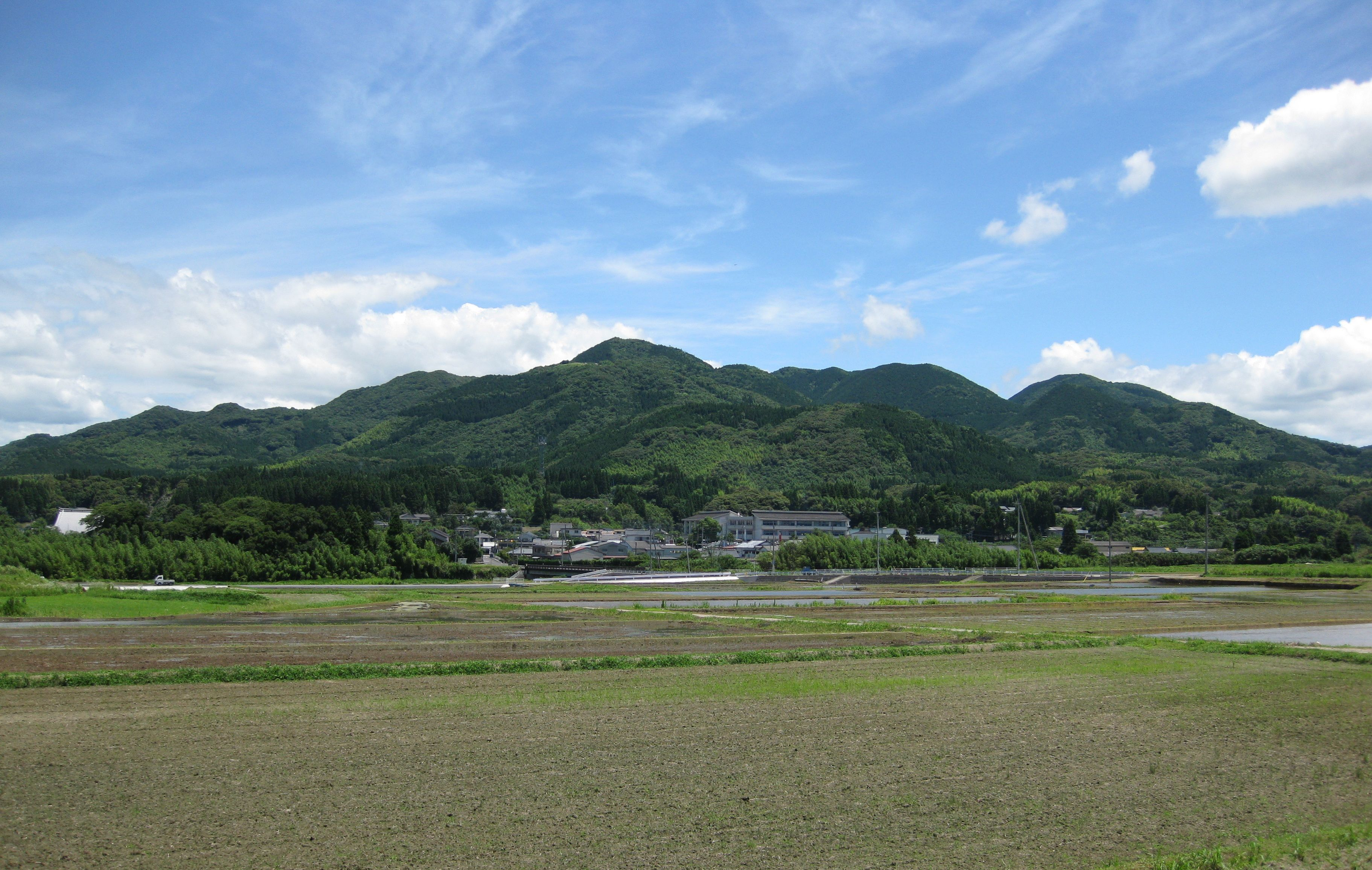
藺牟田火山